# テーテュース
テーテュース（古希: Τηθύς、古代ギリシア語ラテン翻字: Tēthū́s、羅: Tethys）とは、ギリシア神話の女神である。長母音を省略してテテュスとも表記される。
土星の第3衛星テティスの由来である。

## 神話
ウーラノスとガイアの娘で、ティーターン神族の1人。オーケアノス、コイオス、クレイオス、ヒュペリーオーン、イーアペトス、クロノス、テイアー、レアー、テミス、ムネーモシュネー、ポイベーと兄弟。またオーケアノスの妻で、3,000人の河神の息子と、オーケアニデスと総称される3,000人の海や泉、地下水の女神の母である。
ホメーロスによれば彼女の住まいは大地の果てにあるとされる。またテーテュースとオーケアノスはヘーラーをクロノスから匿って育てたが、オーケアノスと喧嘩をして以来、両者は離れて暮らしているといわれる。ヒュギーヌスもテーテュースをヘーラーの乳母と呼んでいる。ヒュギーヌスによると星座になったカリストー（おおぐま座）が海に沈むのを禁じたのはテーテュースである。
なお、ギリシア神話にはテーテュース（Tethys）とは別にテティス（Thetis）という名前のニュンペーが登場する。